# یهی اونو
یهی اونو (ژاپنی: 大野 耀平؛ زادهٔ ۶ دسامبر ۱۹۹۴) یک بازیکن فوتبال اهل ژاپن است.
از باشگاه‌هایی که در آن بازی کرده‌است می‌توان به باشگاه فوتبال کیوتو سانگا و باشگاه فوتبال کاتالر تویاما اشاره کرد.